# Eugen Häfelfinger
Eugen Häfelfinger, auch Tschems genannt (* 22. März 1898 in Sissach, Kanton Basel-Landschaft; † 10. Dezember 1979 in Zürich), war ein Schweizer Maler, Bühnenbildner, Plastiker und Mosaizist.

## Leben und Werk
Eugen Häfelfinger war das jüngste Kind des Steinhauers Robert Häfelfinger und wuchs mit seinen zehn Geschwistern an der Bahnhofstrasse 33 in Sissach auf.
In Sissach absolvierte er eine Lehre als Flachmaler und leistete zwanzigjährig Aktivdienst als Wachsoldat. In seinen späteren Werken thematisierte er immer wieder die Figur des Wächters und des Auguren.
Von 1922 bis 1924 besuchte Häfelfinger die Allgemeine Gewerbeschule Basel. Anschliessend besuchte er mit Ugo Cleis bis 1927 die Kunstgewerbeakademie Dresden und spezialisierte sich auf figürliche Wandmalerei. An der Akademie lernte Häfelfinger er die aus Dresden stammende Künstlerin Edith Paschke (1904–1987) kennen. Sie war die Enkelin des Ernst Gustav Emil Paschke (1839–1929). Dieser gründete die Maschinenfabrik Paschke und Co. in Freiberg bei Dresden. Das Paar heiratete 1927 und lebte ab 1928 in Zürich. 
Häfelfinger führte ein Malergeschäft, in dem ab 1929 auch Walter Eglin, Fritz Bürgin, Fritz Heid und der Malermeister aus Sissach Erwin Degen mitarbeiteten. Von 1937 bis in die 1970er-Jahre schuf Häfelfinger die Wanddekorationen für die Zürcher Künstlermaskenbälle und arbeitete in den 1930er- und 1940er-Jahren als Bühnenbildner für das Cabaret Cornichon. Zudem schuf er Wandbilder, vor allem Mosaike und Fresken, wie auch Wandmetallplastiken für öffentliche Gebäude. In Zürich lernte er u. a. Elisabeth Thommen kennen. 
Häfelfinger nahm 1956 an der Biennale di Venezia teil. Er stellte seine Werke im Kunsthaus Zürich, Kunstmuseum Bern, Kunstmuseum Luzern, Kunsthaus Glarus, Schloss Ebenrain, Kunstsalon Wolfsberg und in verschiedenen Galerien aus.
Häfelfinger und seine Frau trugen eine bedeutende Kunstsammlung zusammen, darunter Werke von René Auberjonois, Adolf Herbst, Willy Guggenheim, Karl Otto Hügin und vor allem von Henry Wabel mit dem das Ehepaar Häfelfinger eng befreundet war; daneben sammelte dieses auch europäische und afrikanische Volkskunst.
Eugen Häfelfingers Neffe, der Sissacher Architekt Robert Häfelfinger, organisierte 1988 eine Gedenkausstellung für das Künstlerehepaar Häfelfinger im Kantonsmuseum Baselland in Liestal. Zudem richtete er in Sissach an der Gartenstrasse 2 ein Schaulager mit über 500 Werken des Künstlerehepaars Häfelfinger ein.